# 永島由子
永島 由子（ながしま ゆうこ、1970年7月3日 - ）は、日本の女性声優、ナレーター。大阪府出身。アミュレート所属。既婚。

## 来歴
子供の頃はテレビっ子で、画面の向こう側の世界に憧れていた。大阪生まれ大阪育ちだが母は東京在住経験もある福岡県生まれで、関西弁が大嫌いだった父の教育で標準語で喋っていた。書店でアルバイトしていたときに養成所の生徒募集のチラシを見つけ、軽い気持ちで友人と一緒に受験して思いがけずに合格した。1年間OLをしながら養成所に通っていたが、その時期は辛かったと語っている。
関西外国語短期大学卒業。青二塾大阪校8期卒業。
活動当初はテレビレポーターなど顔出しの仕事が多かったが、そのうち自分は顔出しの仕事は得意ではなく、声の仕事だと楽しめるものが全部が表に出ると半減するためアテレコやラジオのように肩の力を抜く余裕がある仕事の方が向いていると気付く。しかし、周囲からは「芝居に幅がなく、声も芝居もアニメには不向きだ」と言われてしまい、一時は納得した。しかし『覇王大系リューナイト』のオーディションで合格、周りは知らない人ばかりだったがそれがかえって良く、自分に固定観念がない中やったことからアニメを好きになり、何より仲間が増えて楽しかったと語っている。
アニメーションのみならず、数多くの洋画吹き替えにも参加しているが、特にサラ・ジェシカ・パーカーは『セックス・アンド・ザ・シティ』で起用されて以降、専属に近い形で大半の作品を担当している。
2020年10月1日、青二プロダクションを退所し、アミュレートに移籍。

## 人物
音域はD3 - A5。方言は大阪弁。
役柄としては得意の大阪弁ではじけるキャラクターを演じている。
夫は声優の上田燿司。2008年5月2日に女児出産。

## 出演
太字はメインキャラクター。

### テレビアニメ
1992年
- それいけ!アンパンマン（スリコギ坊主〈初代〉）
- バトルファイターズ 餓狼伝説（子供B）

1993年
- GS美神（車内販売員、村人）
- SLAM DUNK（相田弥生、女生徒）
- ツヨシしっかりしなさい（1993年 - 1994年、ギャルB、若本ひかる、女子社員B、同僚B、女の子 他）
- 美少女戦士セーラームーン シリーズ（1993年 - 1995年、小学生、看護師、マネマネ娘） - 3シリーズ

1994年
- キテレツ大百科（OL、礼子）
- 覇王大系リューナイト（1994年 - 1995年、カッツェ）
- ママレード・ボーイ（千草、女生徒、ピアノの先生）
- 魔法騎士レイアース（カルディナ）

1995年
- アニメ世界の童話（南の魔女）
- 行け!稲中卓球部（橘洋子、女子卓球部部員）
- ご近所物語（石田、チカ）
- 天地無用!（由良）
- 怪盗セイント・テール（高宮リナ）

1996年
- 機動戦艦ナデシコ（エリナ・キンジョウ・ウォン）
- クレヨンしんちゃん（1996年 - 2011年、純代、ギャルA、小学生A、加山のり子、亀沼えみ子 他）
- ゲゲゲの鬼太郎（第4作）（祥一）
- YAT安心!宇宙旅行（ナナコ）

1997年
- 金田一少年の事件簿（日高織絵）
- スーパーフィッシング グランダー武蔵（メカバス）
- 中華一番!（マリン）

1998年
- ドラえもん（テレビ朝日版第1期）（1998年 - 2002年、若者、女の人）

1999年
- エデンズボゥイ（フェニス）
- KAIKANフレーズ（シズカ）
- 週刊ストーリーランド（1999年 - 2001年、臨月の女、TV音声、女子社員、キヨスクの女、黒田恵 他）

2000年
- 妖しのセレス（グラディス）
- キョロちゃん（タナカF）
- 激動!歴史を変える男たち〜アニメ静岡県史〜（お吉）
- 勝負師伝説 哲也（バーのママ）
- マシュランボー（妖精〈ピクシーカードリアン〉）

2001年
- ギャラクシーエンジェル（秘書）
- スクライド（桐生水守、アルター結晶体）
- 魔法少女猫たると（安藤ナツ）
- 名探偵コナン（2001年 - 2025年、蓮木志乃、蜂須賀ゆかり、芦田美緒、松田洋子 他）

2002年
- あずまんが大王（ミッチー）
- あたしンち（2002年 - 2009年、小川先生〈初代〉、リポーター、母親、TVの声、OL 他）
- 機動戦士ガンダムSEED（ロミナ・アマルフィ）
- デュエル・マスターズ シリーズ（2002年 - 2004年、小熊馨） - 2シリーズ
- 天使な小生意気（礼子）
- 天地無用! GXP（奈緒子、ベガ、柾木水穂）
- ふぉうちゅんドッグす（2002年 - 2003年、シェトラン、ロレッタ）
- りぜるまいん（井端菜摘）

2003年
- D・N・ANGEL（倉科瑪瑙）
- PEACE MAKER鐵（山崎歩）
- BPS バトルプログラマーシラセ（本木紗英）
- FIRESTORM（マイ・テラニシ）
- 魔獣戦線 THE APOCALYPSE（真奈美）

2004年
- 下級生2〜瞳の中の少女たち〜（若井みさき）
- 爆裂天使（美理）
- ブラック・ジャック（2004年 - 2005年、司会者、乗客、女性）
- BECK（小笠原桃子）

2005年
- AIR（往人の母）
- 機動新撰組 萌えよ剣 TV（蝶々夫人）
- NARUTO -ナルト-（椿）
- ぺとぺとさん（大橋智佳子〈シンゴの母〉）

2006年
- 怪〜ayakashi〜 四谷怪談（四谷袖〈お袖〉）
- かしまし 〜ガール・ミーツ・ガール〜（大佛かほる）
- くじびき♥アンバランス（蓮子のお母様）
- NIGHT HEAD GENESIS（広瀬麗子）

2007年
- 戦争童話集シリーズ ふたつの胡桃（洋子）
- 忍たま乱太郎（2007年 - 2018年、如月、くの一、町の人）
- 祝!(ハピ☆ラキ)ビックリマン（かめ助）
- ONE PIECE（アルベル）

2008年
- おでんくん（母、男の子）
- ミチコとハッチン（女社長）

2010年
- しまじろう ヘソカ
- スティッチ! 〜ずっと最高のトモダチ〜（キャスター）

2011年
- 電波女と青春男（小牧）

2012年
- エリアの騎士（美島 母）

2013年
- のんのんびより（2013年 - 2021年、蛍の母親） - 3シリーズ

2014年
- 戦国無双SP〜真田の章〜（くのいち）

2015年
- 戦国無双（くのいち）
- ドラえもん（テレビ朝日版第2期）（主婦）

2018年
- ゲゲゲの鬼太郎（第6作）（二口女）
- ツルネ -風舞高校弓道部-（静弥の母）

2021年
- かぎなど（往人の母）

2023年
- ライザのアトリエ 〜常闇の女王と秘密の隠れ家〜（ミオ・シュタウト）

### 劇場アニメ
1993年
- ろくでなしBLUES 1993（女子高生A）

1994年
- GS美神 極楽大作戦!!（TVレポーター）
- 劇場版 美少女戦士セーラームーンS（スノーダンサー）

1995年
- ママレード・ボーイ（ガストマンα）

1998年
- 機動戦艦ナデシコ -The prince of darkness-（エリナ・キンジョウ・ウォン）
- ザ☆ドラえもんズ ムシムシぴょんぴょん大作戦!（女子A）
- 名探偵コナン 14番目の標的（女性レポーター）

2002年
- クレヨンしんちゃん 嵐を呼ぶ アッパレ!戦国大合戦（侍女）

2003年
- 映画 あたしンち（バスアナウンス）

2005年
- 劇場版 AIR（往人の母）

2007年
- 河童のクゥと夏休み（あやねの母）

2011年
- スクライド オルタレイション（2011年 - 2012年、桐生水守） - 2作品

### OVA
1992年
- 湘南爆走族8 赤い星の約束（女学生）

1993年
- キッスは瞳にして（百合）
- 代紋TAKE2 第II章（島村カオリ）
- POPS R.Ikuemi

1994年
- Compiler（女の子B）
- 逮捕しちゃうぞ（坂井礼子）
- なつきクライシス（高岡里奈）
- ぼくはこのまま帰らない（小橋萌子）
- マクロスプラス
- ようちえん戦隊げんきっず（よっぱらい怪人ジュリアーナ）

1995年
- 鬼切丸（次女）
- 3×3 EYES 〜聖魔伝説〜（紅娘〈狼暴暴〉）
- 不思議の国の美幸ちゃん（バニー）
- まじかるマホ（1995年 - 1998年、ママ、キリコ）
- 負けるな!魔剣道（ショウ）
- 女神天国（アンジェラ）

1996年
- お嬢様捜査網（綾小路美幸）
- 紺碧の艦隊（サラ）
- 超人学園ゴウカイザー（朝比奈鈴〈プラトニックツインズ / プラトニックスレイブ〉）
- 覇王大系リューナイト アデュー・レジェンド・ファイナル（カッツェ）

1997年
- AIKa（ホワイト〈艦長〉）
- ヴァリアブル・ジオ（エリナ・ゴールドスミス）

1998年
- スライム冒険記 ウルフくん がんばるの巻（ルビー）
- POWER DoLLS Detachment of Limited Line Service プロジェクトα（アリス・ノックス）

2002年
- スクライド ファンディスク（桐生水守）
- 遙かなる時空の中で-紫陽花ゆめ語り-（梓）

2003年
- 天地無用! 魎皇鬼（第三期）（柾木水穂）
- モンスターハンター ゲームドラマ ハンター日誌G（ビクトリア）

2004年
- アカネマニアックス（彩峰慧）

2005年
- 聖闘士星矢 冥王ハーデス冥界編（ユリティース）

2008年
- クイズマジックアカデミー（マラリヤ）

2016年
- のんのんびより（蛍の母親） - コミックス10巻OAD付き特装版

### Webアニメ
- クレヨンしんちゃん外伝 おもちゃウォーズ（2016年、親、ミカちゃん）

### ゲーム
1991年
- バスティール2（ディジィ・ノートン）

1992年
- ブライII 闇皇帝の逆襲（テリス）
- ネクスザール（オペレーター）

1993年
- 天外魔境 風雲カブキ伝（魔女）
- メタルエンジェル（小田桐マネージャー、カチューシャ）

1994年
- 極上パロディウス 〜過去の栄光を求めて〜（ひかる、あかね）
- ツインゴッデス（ニーナ、エルフ・ジーニー）
- 女神天国（ランラン）
- ロードス島戦記II（リーフ）
- ろくでなしBLUES 対決!東京四天王（七瀬千秋）

1995年
- 超人学園ゴウカイザー（朝比奈鈴〈プラトニックツインズ〉）
- プライベート・アイ・ドル（柳素子）
- 魔法騎士レイアース（カルディナ） - スーパーファミコン版、セガサターン版

1996年
- いまどきのバンパイア（レザー）
- エターナルメロディ（アルザ・ロウ）
- キュイーン（ひろ君）
- セクシーパロディウス（ひかる、あかね）
- 東方珍遊記 〜はーふりんぐ・はーつ!!〜（クモ女）
- TOBAL No.1（エポン）

1997年
- エルフィンパラダイス（ミント）
- スーパーリアル麻雀P7（蘭堂芹香）
- ドキドキプリティリーグ（河合弘子）
- 時の国のエルフェンリート（リコリス）
- パロウォーズ（ひかる）
- BSファイアーエムブレム アカネイア戦記編 第3話 正義の盗賊団（レナ〈シスター〉）
- ドラゴンマスターシルク（アオ）
- マネーアイドルエクスチェンジャー（ノート＝バンク〈マイトディーラー〉）
- マリカ 〜真実の世界〜（金本あきら）
- メタルエンジェル3（天神臨）

1998年
- お嬢様特急（津山菜々子、羽田けさみ）
- 白き魔女 -もうひとつの英雄伝説-（バンバン、ジョアンナ）
- スターオーシャン セカンドストーリー（オペラ・ベクトラ）
- 精霊召喚 〜プリンセス オブ ダークネス〜（シルク）
- デストレーガ（ミレイナ）
- ブラックマトリクス（1998年 - 2000年、ルカ） - 3作品
- プリズムコート（斉藤栄江）
- 負けるな!魔剣道Z（マッタナース）
- みつめてナイト（メネシス、プリム・ローズバンク）
- ドキドキプリティリーグ 熱血乙女青春記（河合弘子）

1999年
- 奏（騒）楽都市OSAKA（九条・文音）
- DEAD OR ALIVE 2（ティナ・アームストロング）
- ナース物語（金城サキ）
- どきどきON AIR2
- ラーメン橋（志摩、倉持麗奈）

2001年
- くるくるまるまる（ナビ）
- みんなのGOLF 3（リン）

2002年
- SSX TRICKY（カオリ）
- DEAD OR ALIVE 3（ティナ・アームストロング）
- ラブ★スマッシュ!（ジェニー・フォスター）

2003年
- インタールード（矢野拓美）
- クイズマジックアカデミー（マラリヤ）
- DEAD OR ALIVE Xtreme Beach Volleyball（ティナ・アームストロング）
- みんなのGOLF 4（リン）
- ラブ★スマッシュ!5 〜テニスロボの反乱〜（ジェニー・フォスター）

2004年
- AIRFORCE DELTA 〜BLUE WING KNIGHTS〜（コレット・ルクレルク）
- クイズマジックアカデミー2（マラリヤ）
- 戦国無双（くのいち） - 2作品
- DEAD OR ALIVE ULTIMATE（ティナ・アームストロング）

2005年
- クイズマジックアカデミー3（マラリヤ）
- 激・戦国無双（くのいち）
- DEAD OR ALIVE 4（ティナ・アームストロング）
- 紅忍 血河の舞（千代女）

2006年
- エーデルワイス（鴨池蘭）
- かしまし 〜ガール・ミーツ・ガール〜 「初めての夏物語。」（大佛かほる）
- テイルズ オブ ザ ワールド レディアント マイソロジー（アウロラ）
- DEAD OR ALIVE Xtreme 2（ティナ・アームストロング）
- マブラヴ全年齢版（彩峰慧）
- マブラヴ オルタネイティヴ全年齢版（彩峰慧）
- メタルギアソリッド ポータブル・オプス（テリコ）

2007年
- アンチャーテッド エル・ドラドの秘宝（エレナ・フィッシャー）
- クイズマジックアカデミー4（マラリヤ）
- 無双OROCHI（2007年 - 2009年、くのいち） - 3作品
- メタルギアソリッド ポータブル・オプス+（テリコ）

2008年
- クイズマジックアカデミーDS（マラリヤ）
- クイズマジックアカデミー5（マラリヤ）

2009年
- アンチャーテッド 黄金刀と消えた船団（エレナ・フィッシャー）
- クイズマジックアカデミー6（マラリヤ）
- スーパーロボット大戦NEO（カッツェ）
- 戦国無双3（2009年 - 2011年、くのいち） - 4作品

2010年
- クイズマジックアカデミーDS 〜二つの時空石〜（マラリヤ）
- DEAD OR ALIVE Paradise（ティナ・アームストロング）

2011年
- アンチャーテッド 砂漠に眠るアトランティス（エレナ・フィッシャー）
- クイズマジックアカデミー8（マラリヤ）
- 戦国無双 Chronicle（くのいち）
- DEAD OR ALIVE Dimensions（ティナ・アームストロング）
- 無双OROCHI 2（くのいち）

2012年
- クイズマジックアカデミー 賢者の扉（マラリヤ）
- 戦国無双 Chronicle 2nd（くのいち）
- DEAD OR ALIVE 5（2012年 - 2015年、ティナ・アームストロング） - 3作品
- NEWラブプラス（小早川潔美）
- 龍が如く5 夢、叶えし者（山浦）

2013年
- カオス ヒーローズ オンライン（ロロキドゥル）

2014年
- クイズマジックアカデミー 天の学舎（マラリヤ）
- 戦国無双 Chronicle 3（くのいち）
- 戦国無双4（2014年 - 2019年、くのいち） - 2作品

2015年
- クイズマジックアカデミー 暁の鐘（マラリヤ）

2016年
- アンチャーテッド 海賊王と最後の秘宝（エレナ・フィッシャー）
- 戦国無双 〜真田丸〜（くのいち）

2018年
- スーパーロボット大戦X-Ω（彩峰慧）
- スターオーシャン:アナムネシス（オペラ・ベクトラ）
- 無双OROCHI 3（2018年 - 2019年、くのいち） - 2作品

2019年
- DEAD OR ALIVE 6（ティナ・アームストロング）
- スーパーロボット大戦T（ルーディー・ピーシーザルト）
- ライザのアトリエ 〜常闇の女王と秘密の隠れ家〜（ミオ・シュタウト）

2023年
- ライザのアトリエ3 〜終わりの錬金術士と秘密の鍵〜（ミオ・シュタウト）
- 帰ってきた 名探偵ピカチュウ（アイリーン・グッドマン）
- STAR OCEAN THE SECOND STORY R（オペラ・ベクトラ）

### ドラマCD
- CDシアター ドラゴンクエストIV（メイ）
- Infantaria 〜インファンタリア〜（2002年）
- お嬢様捜査網（綾小路美幸）
- オリスルートの銀の小枝（アリアン）
- キューティ天使（絵里）
- 真・女神転生III-NOCTURNE（高尾祐子）
- スクライド サウンドエディション（桐生水守）
- スクライド設定資料集特典ドラマCD（桐生水守[39]）
- アニメイトCDコレクション ヴァンパイアハンター ダークネスミッション 〜特選バター醤油味〜（アミュレット、ナレーション 他）
- ストリートファイターZERO2 外伝2 さくら・もっとも危ない文化祭（マユ）
- 聖戦記エルナサーガ外伝（ナナ）
- 創竜伝 蜃気楼都市（陣内厚子）
- タイム・リープ あしたはきのう（水森優子）
- D・N・ANGEL WINKシリーズ（丹羽笑子）
- テイルズ オブ ファンタジア なりきりダンジョン -太陽の章-（クルール、ノルン）
- テイルズ オブ ファンタジア なりきりダンジョン -月の章-（クルール、ノルン）
- 天使禁猟区（斉木翠雀）
- ドラゴン騎士団（ピュア、ゾーマ、キチェル）
- 覇王大系リューナイト シリーズ（カッツェ）
  - 覇王大系リューナイト CDシネマ「ティア・ダナーンの闘い」
  - アースティア密着24時 世界まるごとリューナイト
  - 続・アースティア密着24時 世界まるごとリューナイトテレビ
  - 呪われたアデュー! リュー使い最大の危機!!
  - 覇王大系リューナイト外伝 聖騎士の約束
  - 覇王大系リューナイト CDシネマ「カイオリスへの旅立ち」第1章、第4章
- 花のあすか組! 外伝（原）
- パンツァーポリス1935 ようこそ機甲都市 伯林（エルゼ）
- ファイアーエムブレム 旅立ちの章（レナ）
- 新世紀GPXサイバーフォーミュラ SAGAII ROUND5 ジャガーのエンブレム（雨堂由香）
- 街 第Qの男 〜QはquestionのQ〜（町田アイ子）
- みつめてナイト（メネシス、プリム・ローズバンク）
- 下級生2 ドラマCD(1)（2004年、若井みさき）

### 吹き替え

#### 担当女優
サラ・ジェシカ・パーカー
- 噂のモーガン夫妻（メリル・モーガン）
- ケイト・レディが完璧な理由（ケイト・レディ）
- 恋するレシピ 〜理想のオトコの作り方〜（ポーラ）
- SEX AND THE CITY（キャリー・ブラッドショー）
  - セックス・アンド・ザ・シティ (映画)
  - セックス・アンド・ザ・シティ2
  - AND JUST LIKE THAT... / セックス・アンド・ザ・シティ新章

- DIVORCE/ディボース（フランシス・デュフレーン）
- ニューイヤーズ・イブ（キム）
- ローマ発、しあわせ行き（マギー）

#### 映画
- アマンダ・バインズ in Sweet Paradise（ジェニー・テイラー〈アマンダ・バインズ〉）
- アルフィー（ニッキー〈シエナ・ミラー〉）
- ビッグ・ライアー（ケイリー〈アマンダ・バインズ〉）
- ぼくの神さま（マリア〈オーラ・フリッツ〉）

#### ドラマ
- あすなろ白書（東山星香〈ファン・ウェイチー〉）
- ヴァンパイア・ダイアリーズ（イザベル・フレミング〈ミア・カーシュナー〉）
- Lの世界（ジェニー・シェクター〈ミア・カーシュナー〉）
- 恋するアンカーウーマン（アリス〈マーガレット・イーズリー〉）
- SHERLOCK（シャーロック）（アイリーン・アドラー〈ララ・パルヴァー〉）※NHK BSプレミアム版
- 4400 未知からの生還者（エイプリス・スクーリス〈ナターシャ・グレグソン・ワグナー〉）
- プライベート・プラクティクス3（カーラ）
- 屋根部屋のネコ（ナム・ジョンウン〈チョン・ダビン〉）

### 特撮
- 電光超人グリッドマン（セキュリティの声、ビデオカメラの声）

### ラジオ
- アニマガパラディ
- スーパーアニマガパラディ
- 電撃大賞（1996年4月 - 1998年3月）
- インターネットラジオ「らぢおっポイでしょ?」（宇和川恵美と共演）

### ナレーション
- トップランナー（ナレーション、2005年4月 - 2008年3月） - NHK
- Goroプレゼンツ マイ・フェア・レディ（ナレーション） - TBS
- ワンダフル（ナレーション） - TBS
- OH!エルくらぶ（ナレーション） - テレビ朝日
- 極嬢ヂカラ（ナレーション） - テレビ東京
- Asia Navi（ナレーション） - 旅チャンネル
- 古文単語ゴロ513（ゴロゴサーティーン） - CD付きゴロで覚える（CDでのナレーション） - 東進ブックス
- ゴロで覚える古文単語ゴロ565（CDでのナレーション） - 東進ブックス

## ディスコグラフィ

### シングル
| 枚  | 発売日         | タイトル | 規格品番  | 発売元     |
| --- | -------------- | -------- | --------- | ---------- |
| 1st | 1996年10月25日 | 夢の恋人 | PODX-1019 | ポリグラム |

### アルバム
| 枚   | 発売日         | タイトル             | 規格品番   | 最高位 |
| ---- | -------------- | -------------------- | ---------- | ------ |
| 1st  | 1995年9月25日  | Fancy Girl           | TKCA-70730 |        |
| ミニ | 1996年10月19日 | まだ知らないあなたへ | ABCA-5023  |        |

### キャラクターソング
| 発売日   | 商品名                                           | 歌                     | 楽曲                    | 備考                                              |
| 1996年   | 1996年                                           | 1996年                 | 1996年                  | 1996年                                            |
| -------- | ------------------------------------------------ | ---------------------- | ----------------------- | ------------------------------------------------- |
| 1月1日   | 魔法騎士レイアース ORIGINAL SONG BOOK 2          | カルディナ（永島由子） | 「ホントの幸せ」        | テレビアニメ『魔法騎士レイアース』関連曲          |
| 4月24日  | 恋の捜査網                                       | Virgo                  | 「恋の捜査網」          | OVA『お嬢様捜査網』主題歌                         |
| 4月24日  | 恋の捜査網                                       | Virgo                  | 「恋はいつもBeautiful」 | OVA『お嬢様捜査』エンディングテーマ               |
| 2004年   |                                                  |                        |                         |                                                   |
| 11月26日 | 下級生2〜瞳の中の少女たち〜 ソング・コレクション | 若井みさき（永島由子） | 「waver leaf」          | テレビアニメ『下級生2〜瞳の中の少女たち〜』関連曲 |